# Аеродром Абакан
Међународни аеродром Абакан (IATA: ABA, ICAO: UNAA) (рус. Международный Аэропорт Абакан) је аеродром која опслужује град Абакан, Република Хакасија, Русија. Налази се у северном делу града, недалеко од центра и до њега саобраћају градски аутобуси и тролејбуси. То је једини аеродром у Краснојарској Покрајини погодан за све врсте авиона.

## Авио-компаније и одредишта
Следеће авио-компаније користе Аеродром Абакан:

### Путнички
- Аерофлот (Аеродром Москва-Шереметјево)[1]
- С7 Ерлајнс (Аеродром Москва-Домодедово)[2]
- Ер Киргистан | Ош[3]
- Красавиа (Краснојарск, Томск)
- НордСтар (Нориљск)[4]
- Ројал Флајт (Сезонски чартер лет:Ња Чанг)[5]

### Теретни (карго)
- Ерстарс ( Чељабинск, Ђинан, Шиђаџуанг, Тјенцин, Уљановск)
- Гризодубова Ер Компани ( Чељабинск, Тјенцин)
- Волга-Днепр ( Гуангџоу, Аеродром Москва-Домодедово, Шангај-Пудонг, Тјенцин)[6]